# قانون کیفیت هوا
قوانین کیفیت هوا انتشار آلاینده‌های هوا در جو را کنترل می‌کنند. زیرمجموعه‌ای ویژه از قوانین کیفیت هوا نیز مربوط به تنظیم کیفیت هوای درون ساختمان‌ها است. قوانین مربوط به کیفیت هوا اغلب به‌طور خاص برای محافظت از سلامت انسان با محدود کردن یا از بین بردن غلظت آلاینده‌های موجود در هوا طراحی شده‌است. ابتکارات دیگری هم برای رسیدگی به مشکلات زیست‌محیطی گسترده‌تر، مانند محدودیت در مواد شیمیایی که روی لایه ازون تأثیر می‌گذارند، و کنترل بر برنامه‌های تجاری انتشار گازهای گلخانه‌ای برای رفع باران‌های اسیدی یا تغییرات آب و هوایی طراحی شده‌است. تلاش‌های نظارتی این قانون شامل شناسایی و طبقه‌بندی آلاینده‌های هوا، تعیین محدودیت برای میزان مقدار حداکثر انتشار و الکترونیکی کردن فناوری‌های کاهش‌دهنده آلاینده‌ها می‌شود.

## طبقه‌بندی آلاینده‌های هوا
قانون کیفیت هوا باید مواد و انرژی‌هایی را که به عنوان " آلودگی " واجد شرایط کنترل بیشتری هستند، شناسایی کند. در حالی که برچسب‌ها و اسامی خاص از حوزه قضایی به حوزه قضایی دیگر متفاوت است، در مورد آنچه آلودگی هوا را تشکیل می‌دهد اجماع گسترده‌ای در میان بسیاری از دولت‌ها وجود دارد. به عنوان مثال، قانون هوای پاک ایالات متحده ازون، ذرات معلق، مونوکسیدکربن، اکسیدهای نیتروژن (NO x)، دی‌اکسید گوگرد (SO 2) و سرب (Pb) را به عنوان «معیارهای» آلاینده‌هایی که نیاز به مقررات در سراسر کشور دارند، شناسایی کرده. EPA (آژانس حفاظت از محیط زیست)همچنین بیش از ۱۸۰ ترکیباتی که به عنوان آلاینده‌های «خطرناک» طبقه‌بندی شده‌اند و نیاز به کنترل دقیق دارند را شناسایی کرده‌است. سایر ترکیبات هم وجود دارند که به دلیل تأثیر سوءشان بر محیط (به عنوان مثال کلروفلوئوروکربن به عنوان عوامل تخریب ازون) و سلامت انسان (به عنوان مثال آزبست در هوای محیط بسته) به عنوان آلاینده‌های هوا شناخته شده‌اند. برداشت وسیع تری از آلودگی هوا ممکن است شامل صدا، نور و تابش هم باشد. ایالات متحده اخیراً در مورد این که آیا دی اکسیدکربن (CO 2) و سایر گازهای گلخانه‌ای باید به عنوان آلاینده‌های هوا طبقه‌بندی شوند، اختلاف نظر داشته‌است.

## ممنوعیت‌ها
قوانین کیفیت هوا ممکن است گاه به شکل اقدامات ممنوعه تنظیم شده باشد. بدین معنا که محدودیت یا توقف یا در نهایت حذف انتشار یک آلاینده را هدف قرار دهد. به عنوان مثال سوزاندن چوب در منازل مسکونی یا با هدفی تجاری وقتی تأثیر کیفی آلوده کننده داشته باشند باید محدود شوند. مثال مهم‌تر، ممنوعیت گسترده ساخت دی‌کلرودی‌فلوئورومتان است که پتانسیل قابل توجهی در تخریب لایه ازون دارد. انتشار این گاز در سطح بین‌المللی برای حفاظت از لایه ازون در در پروتکل مونترال و کنوانسیون وین ممنوع شد. مثال دیگر ممنوعیت استفاده از آزبست (ایرانیت) به دلیل سرطان‌زایی آن در مصالح ساختمانی است. سایر قسمت‌های نظارتی بین‌المللی، اغلب تحت نظارت اتحادیه اروپا یا سازمان ملل متحد نیز کار را برای حذف تدریجی استفاده از سوخت‌های فسیلی شروع کرده‌اند. برای مثال، سازمان بین‌المللی دریانوردی سازمان ملل (IMO) شروع به توسعه و اتخاذ تدابیر نظارتی برای کربن‌زدایی کشتیرانی بین‌المللی کرده‌است. در همین خصوص اعضای پارلمان اروپا خواستار ممنوعیت بین‌المللی استفاده از نفت کوره (مازوت) برای کشتی‌ها در قطب شمال شده‌اند مانند آنچه که از اوت ۲۰۱۱ در قطب جنوب اعمال می‌شود.

## بحث و جدل
طرفداران قانون کیفیت هوا استدلال می‌کنند که آن‌ها حتی در مواجهه با رشد اقتصادی در ابعاد بزرگ و افزایش استفاده از وسایل نقلیه موتوری، با حفظ سلامت انسان و مزایای زیست‌محیطی، باعث کاهش عمده آلودگی هوا شده یا به آن کمک کرده‌اند. از طرف دیگر ممکن است در مورد هزینه تخمینی استانداردهای نظارتی اضافی اختلاف نظر به وجود آید. در هر حال وقتی پای بحث هزینه به میان می‌آید، بحث و جدل بر سر هر دو مسیر به کنار می‌رود. به عنوان مثال، تخمین زده می‌شود که امتیازات کاهش ذرات ریز و آلودگی اوزن سطح زمین، پس از تغییر قانون هوای پاک ۱۹۹۰ به حدود ۲ تریلیون دلار در سال ۲۰۲۰ می‌رسد و تنها در آن سال ۲۳۰۰۰۰ نفر را از مرگ زودهنگام نجات می‌دهد. بر مبنای همین گزارش، فقط در سال ۲۰۱۰ کاهش اوزن و ذرات معلق در فضا از بیش از ۱۶۰۰۰۰ مورد مرگ‌ومیر زودرس، ۱۳۰۰۰۰ حمله قلبی، ۱۳ میلیون روز کاری از دست رفته و ۱/۷ میلیون حمله آسم جلوگیری نمود. انتقاداتی نیز از روش‌های آژانس حفاظت محیط زیست ایالات متحده آمریکا در رسیدن به این اعداد و موارد مشابه در دسترس عموم است.

## سراسر دنیا

### قانون بین‌المللی
توافقات جهانی درباره کیفیت هوا شامل موارد زیر است:
- کنوانسیون آلودگی هوای فرامرزی دوربرد (LRTAP)، ژنو، ۱۹۷۹
- حفاظت از محیط زیست: انتشار دود خارج شده از سوخت موتور هواپیما، پیوست ۱۶، به معاهده هوانوردی غیرنظامی بین‌المللی در مورد هواپیمایی کشوری بین‌المللی، مونترال، ۱۹۸۱
- کنوانسیون چارچوب سازمان ملل متحد درباره تغییر اقلیم (UNFCCC)، نیویورک، ۱۹۹۲، از جمله پیمان کیوتو، ۱۹۹۷، و توافق پاریس، ۲۰۱۵
- استراتژی بین‌المللی پایگاه هوایی جورجیا Basin-Puget Sound، ونکوور، مفاد بیانیه ۲۰۰۲[۱۳]
- توافقنامه کیفیت هوای ایالات متحده و کانادا دربارهٔ باران اسیدی، ۱۹۸۶
- کنوانسیون وین برای حمایت از لایه ازون، وین ۱۹۸۵، از جمله پیمان مونترال در مورد موادی که لایه ازون را تخریب می‌کنند، مونترال ۱۹۸۷

قوانین بین‌المللی شامل توافق‌نامه‌های مربوط به کیفیت هوا است که میان کشورها دربارهٔ مسائلی همچون انتشار گازهای گلخانه‌ای به توافق رسیده‌است:
List of international environmental agreemnts

### کانادا
به استثنای برخی استثناهای خاص صنعتی، مقررات آلودگی هوا، به‌طور سنتی در سطح ایالات کانادا مورد ارزیابی قرار می‌گیرد. با این حال، این کشور اخیراً تحت قانون حفاظت از محیط زیست کانادا، ۱۹۹۹، برنامه ملی را به نام سیستم مدیریت کیفیت هوا کانادا (AQMS) تصویب کرده‌است. این برنامه شامل پنج مکانیزم نظارتی اصلی است: استانداردهای کیفیت هوای محیطی کانادا (CAAQS). الزامات انتشار صنعتی در سطح پایه (BLIER) (کنترل انتشار و فناوری). مدیریت کیفیت هوای محلی از طریق مدیریت هوای مناطق محلی؛ مدیریت کیفیت هوای منطقه‌ای از طریق مدیریت منطقه‌های هوایی منطقه‌ای؛ و همکاری برای کاهش انتشارات با منشأ تلفن همراه.
دولت کانادا همچنین تلاش کرده تا قانون مربوط به انتشار گازهای گلخانه‌ای این کشور را تصویب کند. این قانون شرایطی در مورد مصرف سوخت در وسایل نقلیه مسافری و کامیون‌های سبک، وسایل نقلیه سنگین، سوخت‌های تجدیدپذیر و بخش‌های انرژی و حمل و نقل را تصویب کرده‌است.

### چین
چین، با آلودگی شدید هوا در شهرهای بزرگ و مراکز صنعتی، به ویژه در شمال، برنامه اقدام پیشگیری و کنترل آلودگی هوا را در سال ۲۰۱۲ تنظیم کرد که هدف آن کاهش ۲۵ درصدی آلودگی هوا تا سال ۲۰۱۷ بود. این برنامه با تأمین اعتبار ۲۷۷ میلیارد دلار از دولت مرکزی، میزانPM 2.5 که بر سلامت انسان تأثیر می‌گذارد را، هدف قرار می‌داد.

### نیوزلند
نیوزیلند در پاسخ به نگرانی‌های فزاینده در مورد آلودگی هوای صنعتی و شهری، قانون هوای پاک خود را در سال ۱۹۷۲ تصویب کرد. این قانون منابع را طبقه‌بندی کرد، الزامات مجوز را اعمال کرد و فرایندی را برای تعیین فناوری کنترل لازم ایجاد کرد. مقامات محلی مجاز به ایجاد آلاینده‌های کوچکتر شدند. در منطقه هوای پاک کرایستچرچ، ممنوعیت استفاده از وسایل سوختی تصویب شده و سایر اقدامات برای کنترل مه‌دود انجام شد.
سپس قانون هوای پاک ۱۹۷۲ با قانون مدیریت منابع ۱۹۹۱ جایگزین شد. این قانون استانداردهای کیفیت هوا را تعیین نکرد، اما راهنمایی‌هایی ملی را تدوین نمود. این امر منجر به انتشار استانداردهای ملی زیست‌محیطی نیوزیلند برای کیفیت هوا در سال ۲۰۰۴ با اصلاحات بعدی شد.

### پادشاهی متحد بریتانیا
در پاسخ به مه‌دود بزرگ‌سال ۱۹۵۲، پارلمان انگلیس قانون هوای پاک ۱۹۵۶ را وضع کرد. این قانون برای مناطقی که سوخت بدون دود باید سوزانده شود و نیروگاه‌هایی که به مناطق روستایی منتقل شدند، قانون‌گذاری کرده بود. قانون هوای پاک 1968 استفاده از دودکش‌های بلند را برای پراکندگی آلودگی هوا در صنایعی که از سوخت‌های زغال سنگ، مایع یا گاز استفاده می‌کنند، اجباری نمود.
قانون هوای پاک در سال ۱۹۹۳ به روز شد. بیشترین تأثیر محلی آن از قسمت سوم قانون که مناطق کنترل دود را معرفی کرده ناشی می‌شود.

### ایالات متحده
قانون اولیه تنظیم کیفیت هوا در ایالات متحده لایحه هوای پاک ایالات متحده است. این قانون در ابتدا به عنوان قانون کنترل آلودگی هوا در سال ۱۹۵۵ تصویب شد. اصلاحات در سال ۱۹۶۷ و ۱۹۷۰ (چارچوب لایحه امروز هوای پاک ایالات متحده) الزامات ملی کیفیت هوا را تحمیل کرد و مسئولیت اداری آن را با آژانس حفاظت از محیط زیست که تازه ایجاد شده بود، قرار داد. اصلاحات عمده در سال ۱۹۷۷ و ۱۹۹۰ انجام شد. دولت‌های ایالتی و محلی قوانین مشابهی را وضع کردند که یا برنامه‌های فدرال را اجرا نمودند یا خلأهای قانونی را در برنامه‌های فدرال پر می‌کنند.